# Кособа (Казталовский район)
Кособа (каз. Қособа, до 2007 г. — Никанор) — село в Казталовском районе Западно-Казахстанской области Казахстана. Входит в состав Талдыапанского сельского округа. Код КАТО — 274859400.

## Население
В 1999 году население села составляло 236 человек (112 мужчин и 124 женщины). По данным переписи 2009 года, в селе проживали 194 человека (100 мужчин и 94 женщины).